# Harold Faltermeyer
Harold Faltermeyer, ursprungligen Hans Hugo Harold Faltermeier, född 5 oktober 1952 i München, är en tysk musiker, kompositör, pianist och musikproducent.
Faltermeyer är mest känd för sin filmmusik. Han skrev och producerade temat till Snuten i Hollywood, "Axel F", och även hitsingeln "The Heat is On" med Glen Frey från samma soundtrack. Faltermeyer vann en Grammy för "Top Gun Anthem" som han spelade in tillsammans med gitarristen Steve Stevens. Låten fanns med i filmen Top Gun, och Faltermeyer har även gjort musik till flera filmer som Fletch, The Running Man och Tango & Cash.
I början av 1970-talet arbetade Faltermeyer tillsammans med Giorgio Moroder i Musicland Studios i München. Tillsammans producerade de även Sparks album Terminal Jive från 1980. 
1990 producerade Faltermeyer albumet Behaviour med Pet Shop Boys.

## Filmografi (i urval)
- 1984 – Snuten i Hollywood
- 1985 – Fletch
- 1986 – Top Gun
- 1987 – Snuten i Hollywood II
- 1987 – The Running Man
- 1989 – Fletch är tillbaka
- 1989 – Tango & Cash
- 1992 – Kuffs
- 2010 – Cop Out
- 2022 – Top Gun: Maverick